# MásMóvil
MásMóvil es una de las marcas de servicios de telecomunicaciones bajo las cuales opera Xfera Móviles, S.A.U. (Yoigo), filial del Grupo MásMóvil. Ofrece servicios de telefonía fija, telefonía móvil, internet (fibra y 5G) y televisión (Agile TV) en España.

## Historia
La compañía MásMóvil fue fundada el 19 de febrero de 2006 por Meinrad Spenger y Christian Nyborg. Tras la aprobación de la CMT el 12 de mayo de 2006, el servicio se lanzó comercialmente el 19 de febrero de 2008.
En marzo de 2012, World Wide Web Ibercom empezó a cotizar en el Mercado Alternativo Bursátil (MAB).
En marzo de 2014, MásMóvil se fusionó con Ibercom, una empresa que cotizaba en el MAB, y que formalmente adquirió a MásMóvil, para conservar la ficha bursátil. Como resultado, los accionistas de MasMovil pasarían a tener el 45% de Ibercom; de este paquete, los fundadores de la operadora, Meinrad Spenger y Christian Nyborg, tendrían alrededor del 7%, y fondos gestionados por la firma de capital riesgo Inveready, el 11%. Por su parte, algunos fundadores de Ibercom, José Poza y Luis Villar, controlarían conjuntamente el 32% de la empresa resultante (MásMóvil Ibercom).
Durante los años 2014 y 2015, fue comprando pequeñas compañías como Neo, Quantum Telecom, Xtra Telecom o Embou. En estos años se producen ampliaciones de capital con entrada de fondos de inversión y "family-offices", que incrementan la disponibilidad de recursos.
El 10 de agosto de 2015, adquirió los activos resultantes (redes de fibra, etc.) de los compromisos de desinversión asumidos por Orange España ante la Comisión Europea para obtener la autorización de su fusión con Jazztel.
El 28 de abril de 2016, compró el 100% de las acciones de Pepephone, con un coste de 158 millones de euros.
El 21 de junio de 2016, adquirió el 100% de Yoigo (Xfera Móviles, S.A.U.), el cuarto operador móvil en España, tras alcanzar un acuerdo con los accionistas Telia, ACS, FCC y Abengoa. El precio de la compra fue de 612 millones de euros. y fue autorizada en septiembre de 2016. Tras la compra, dicho operador pasó a ser una filial de MásMóvil Ibercom. Se mantuvo la marca Yoigo y también se empezó a utilizar la marca MásMóvil.

## Cobertura
La cobertura utilizada es la cobertura propia de Yoigo. Además, mantiene acuerdos con Orange y Movistar para tener cobertura allá dónde no llega la de Yoigo.
En 2022, la cobertura móvil total del Grupo MásMóvil alcanzaba al 98,5% de la población española. y, en 2021, disponía de cobertura de fibra de 26 millones de hogares en España.

## Imagen corporativa
El color corporativo de MásMóvil es el amarillo. Su identidad de marca está basada en el juego con un signo de exclamación (!), sustituto de la letra "i".